# Dissidência Comunista da Guanabara
Dissidência Comunista da Guanabara (DI-GB) foi uma organização política de extrema-esquerda existente no Brasil durante o período da ditadura militar no país. Formada por dissidentes do Partido Comunista Brasileiro (PCB) depois do golpe militar, inseriu-se no movimento estudantil, chegando a ter grande influência nas universidades no fim dos anos 60.
Em 1968, após o AI-5 e o refluxo das manifestações de estudantes, a DI-GB abandonou a militância política nas universidades e entrou na luta armada. Seu auge como organização aconteceu em setembro de 1969, quando idealizou e realizou o sequestro do embaixador norte-americano no Brasil, Charles Burke Elbrick, então utilizando o nome de MR-8 (Movimento Revolucionário 8 de Outubro), em homenagem à recém-desbaratada e extinta organização carioca de esquerda.
Alguns notórios integrantes da organização foram Vladimir Palmeira, Franklin Martins, Cid Benjamin, Daniel Aarão Reis, Fernando Gabeira, Vera Sílvia Magalhães, Maria Augusta Carneiro e Ricardo Villas Boas.